# فيضانات ريو غراندي دو سول 2024
في 29 أبريل 2024، أثرت فيضانات شديدة ناجمة عن الأمطار الغزيرة والعواصف على ولاية ريو غراندي دو سول البرازيلية، مما أدى إلى مقتل العشرات، ووقوع انهيارات أرضية واسعة النطاق، وانهيار سد. ويعد ذلك أسوأ فيضان شهدته البلاد منذ أكثر من 80 عامًا.
وتمثل هذه الفيضانات الكارثة البيئية الرابعة من نوعها في البرازيل في نفس العام الشمسي، في أعقاب كوارث مماثلة أودت بحياة 75 شخصًا في يوليو وسبتمبر ونوفمبر 2023.

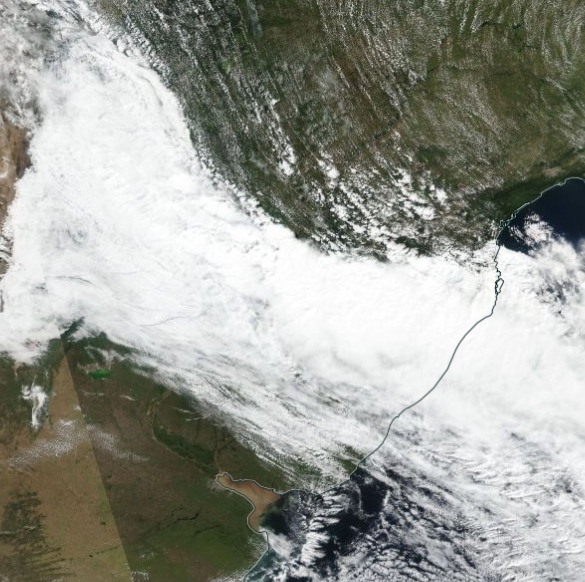
صورة القمر الصناعي لجنوب البرازيل يوم 2 مايو

نشأت كتلة ناجمة عن نظام إعصار عكسي (الضغط العالي) في سنترو سول، وتسببت في هطول الأمطار. وزادت درجات الحرارة ما بين 5 إلى 10 °م (9.0 إلى 18.0 °ف) أعلى من القيم القياسية التي سجلها المعهد الوطني للأرصاد الجوية (INMET) في المناطق التي نشط فيها الإعصار، حيث اقتصرت مناطق عدم الاستقرار على ولاية ريو غراندي دو سول. في 22 أبريل، أصدر الدفاع المدني في ريو غراندي دو سول تنبيهًا للأرصاد الجوية، جرى تحديثه لاحقًا، محذرًا من خطر حدوث اضطرابات بسبب العواصف المعزولة والأمطار الغزيرة محليًا، والتي قد تسبب فيضانات وانقطاع التيار الكهربائي. وفي الأيام التالية، واصل الدفاع المدني إصدار التنبيهات، بسبب توقعات الظروف الجوية السيئة.
بدأت الأمطار الغزيرة والرياح القوية تضرب الجزء الشمالي من الولاية يوم 28 أبريل؛ وبحلول اليوم التالي، كانت قد انتشرت في الولاية بأكملها تقريبًا. حدثت العواصف بين 28 أبريل و1 مايو بسبب جبهة باردة مرتبطة بمنطقة الضغط المنخفض فوق البحر، مع تأثرها أيضًا بتدفق الرطوبة القادمة من شمال البلاد. وفقًا لتقرير INMET، وصل معدل هطول الأمطار إلى أكثر من 150 مليمتر (5.91 بوصة) في بعض أجزاء ريو غراندي دو سول في 24 ساعة في 30 أبريل؛ وأفاد لاحقًا أن متوسط هطول الأمطار في منطقة بورتو أليغري في الاثني عشر يومًا الأولى من شهر مايو قد يصل إلى 333.1 مليمتر (13.11 بوصة)، أي ما يقرب من ثلاثة أضعاف متوسط القيمة الشهرية المسجلة بين عامي 1991 و2020 (113 مليمتر (4.4 بوصة)).

### العلاقة مع تغير المناخ
في عام 2015، أظهر تقرير "البرازيل 2040: سيناريوهات وبدائل التكيف مع تغير المناخ"، الذي طلبته إدارة ديلما روسيف في عام 2014 وأجرته العديد من المؤسسات البحثية في البلاد، بالفعل اتجاه زيادة هطول الأمطار في جنوب البرازيل بسبب تغير المناخ. وأشار التقرير إلى ارتفاع منسوب الأمطار بأكثر من 15% في أقصى جنوب البلاد. ربط علماء مناخ آخرون، مثل باولو أرتاكسو، عضو الهيئة الحكومية الدولية المعنية بتغير المناخ (IPCC)، وكارلوس نوبري الباحث في المعهد الوطني لأبحاث الفضاء، ومارسيو أستريني الأمين التنفيذي لمرصد المناخ، بين الفيضانات المتكررة في جنوب البرازيل مع تأثيرات ظاهرة الاحتباس الحراري في البرازيل وعدم وجود سياسات عامة للتخفيف من هذه الآثار.

## التأثير

### الضحايا

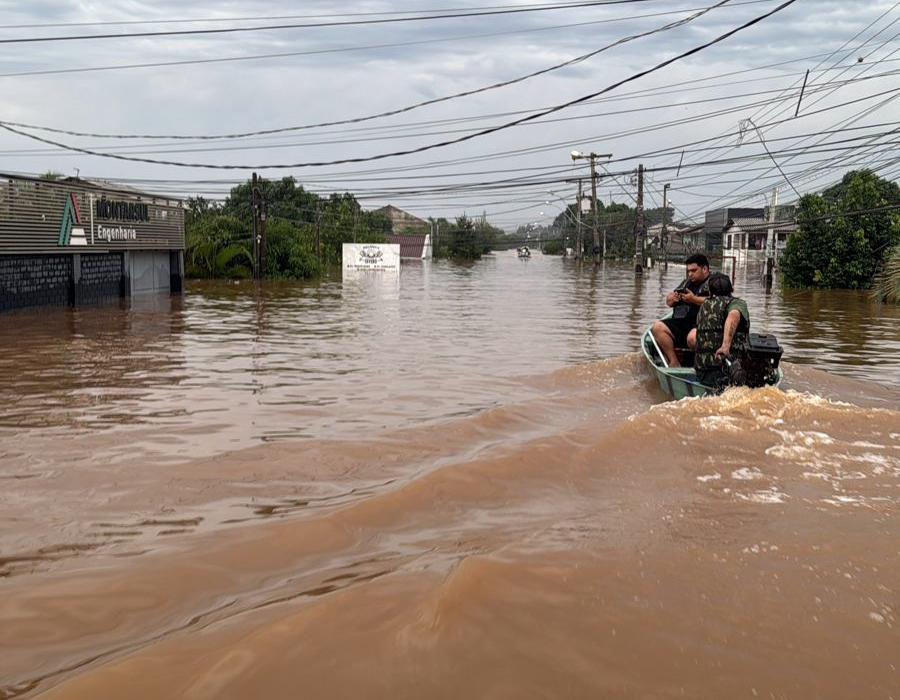
بورتو أليغري الكبرى أثناء الفيضان

أدىت الفيضانات في جميع مناطق ولاية ريو غراندي دو سول، إلى مقتل ما لا يقل عن 107 شخصًا، وأصابة 374 آخرون، وفقد 136 آخرون في الفيضانات. ونزح ما لا يقل عن 207,800 آخرين من منازلهم، ويعيش حوالي 48,800 منهم في الملاجئ. وذكرت وكالة فرانس برس أن شخصين آخرين لقيا حتفهما في انفجار وقع في محطة وقود غمرتها المياه في بورتو أليغري، حيث كانت أطقم الإنقاذ تحاول تزويد سياراتهم بالوقود. وتفاقمت الفيضانات بسبب الانهيار الجزئي لسد يقع على نهر داس أنتاس بين بلديتي كوتيبورا وبينتو غونسالفيس، وقد خلف ما لا يقل عن 30 قتيلاً؛ كما اعتُبرت أربعة سدود أخرى في جميع أنحاء الولاية معرضة لخطر الانهيار. أُبلغ عن ضحية أخرى في ولاية سانتا كاتارينا القريبة، حيث توفي رجل في بلدية إيبيرا.

### تأثيرات أخرى

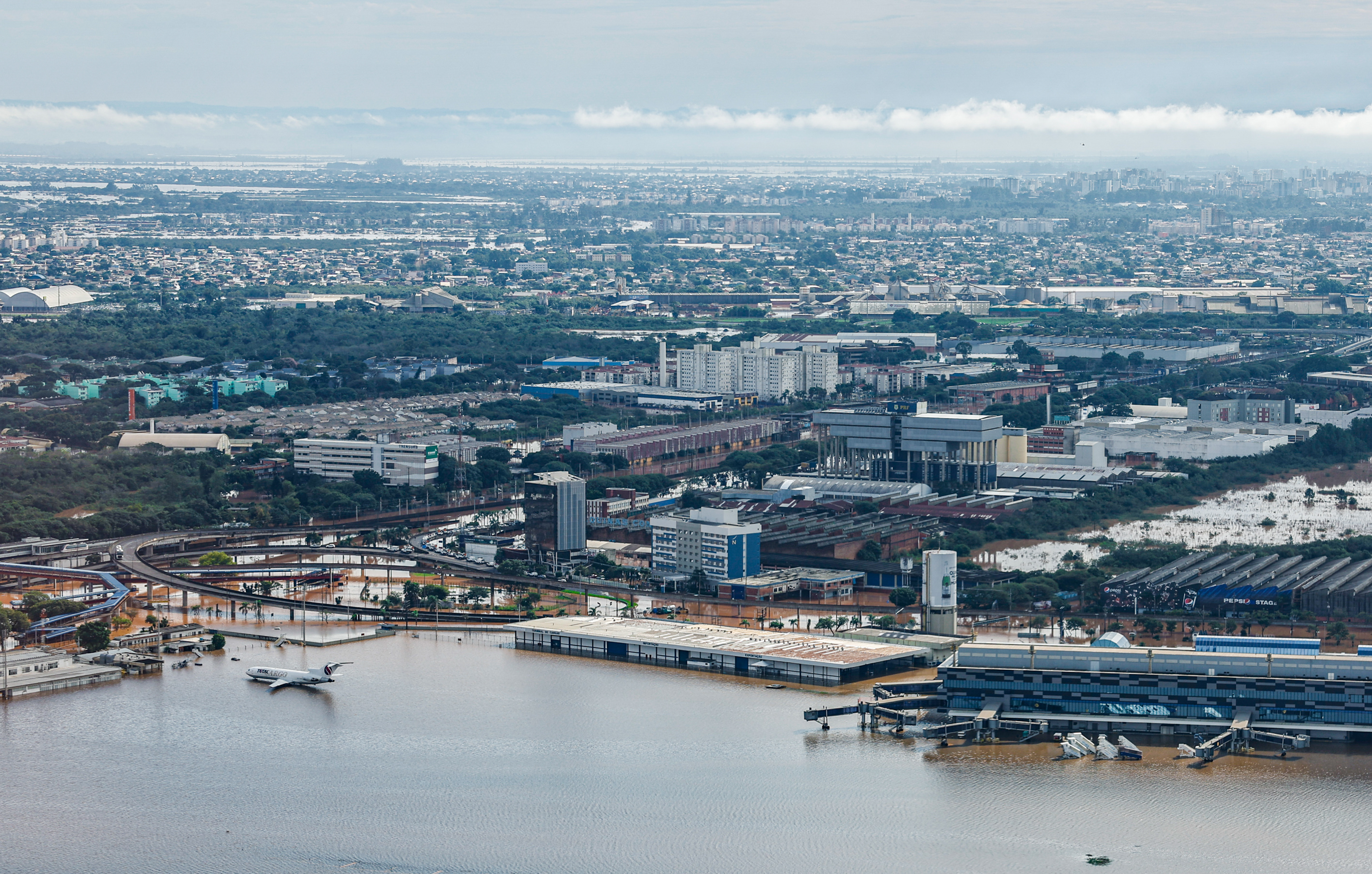
مطار بورتو أليغري – سالجادو فيلهو الدولي مغطى بالفيضانات

فقد أكثر من 500 ألف شخص الكهرباء والمياه النظيفة في جميع أنحاء ريو غراندي دو سول، ووقعت أضرار الفيضانات في 401 من بلديات الولاية البالغ عددها 497 بلدية، بينما دمرت العديد من الطرق والجسور وحدثت الانهيارات الأرضية. وانقطعت أيضًا الاتصالات عبر خدمات الإنترنت والهاتف بسبب الفيضانات في أكثر من 85 بلدية، حيث تأثرت خدمات جميع مقدمي الخدمة الرئيسيين الثلاثة وقدموا وصولاً مجانيًا مؤقتًا إلى الإنترنت عبر التجوال لعملائهم.
صار من غير الممكن الوصول إلى مدن بأكملها في وادي نهر تاكواري، مثل لاجيدو، استريلا، موكوم، كروزيرو دو سول وأرويو دو ميو، بسبب آثار الفيضانات. كما اعتبرت ضفاف النهر المحلي في جرافاتاي على وشك الانهيار، حيث كان لا بد من إغلاق أربع من محطات المعالجة بالمدينة مؤقتًا.
وفي بورتو أليغري، ارتفع منسوب مياه بحيرة جوايبا إلى 5.31 م (17.4 قدم)، وبذلك تجاوز الرقم القياسي السابق 4.76 م (15.6 قدم) خلال فيضانات عام 1941. حيث غمرت المياه معظم مناطق المدينة، وأصبح من غير الممكن الوصول إلى أكثر من 60 شارعًا بينما كان هناك أكثر من 10 شوارع مسدودة جزئيًا؛  استخدم عمال الإنقاذ المركبات ذات الدفع الرباعي والقوارب والزلاجات النفاثة للحركة عبر الشوارع التي غمرتها المياه بحثًا عن الأشخاص الذين تقطعت بهم السبل والمفقودين. كما تعرضت مدينة إلدورادو دو سول، وهي مدينة تقع في منطقة بورتو أليغري الكبرى، للفيضان، حيث اجتاحتها بالكامل. وقال العمدة ''لقد دمرت هذه الفيضانات المدينة بنسبة 100%''
عُلقت الدراسة في جميع البلديات المتضررة تقريبًا، حيث تعرضت 386 مدرسة لأضرار وأعيد استخدام 52 مدرسة كملاجئ.

## ما بعد الكارثة

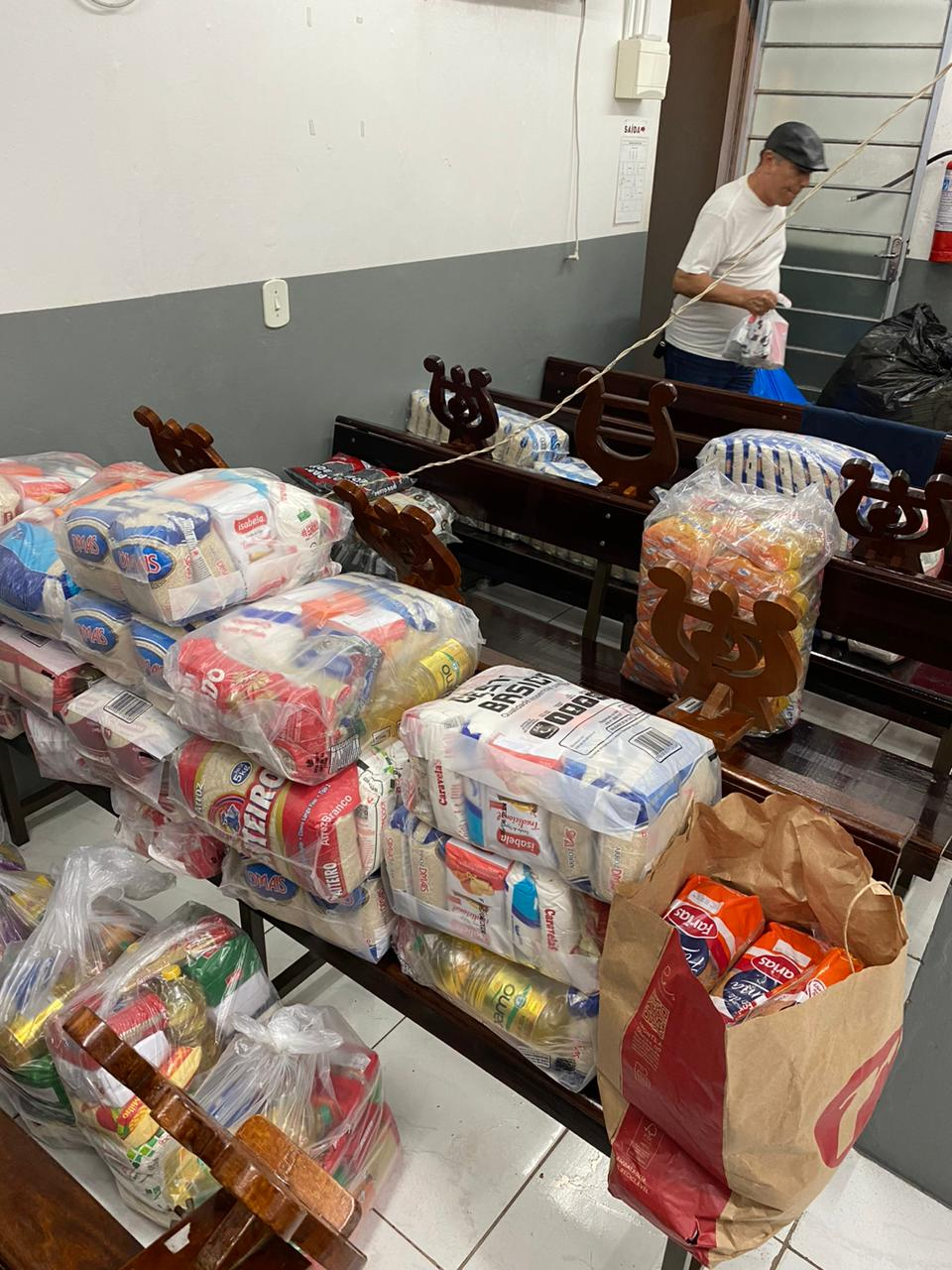
مواد غذائية مُعدة للضحايا في بورتو أليغري

وتمثل هذه الفيضانات الكارثة البيئية الرابعة من نوعها في البرازيل في نفس العام الشمسي، في أعقاب كوارث مماثلة أودت بحياة 75 شخصًا في يوليو وسبتمبر ونوفمبر 2023.
صرح عالم المناخ فرانسيسكو إليسيو أكينو لوكالة فرانس برس أنه على الرغم من أن المنطقة كانت عرضة بالفعل لأحداث مناخية متطرفة ناجمة عن اصطدام الكتل الهوائية الاستوائية والقطبية، إلا أن هذه الأحداث "زادت" بسبب تأثيرات تغير المناخ، مشيرًا أن العواصف كانت نتيجة "مزيج كارثي" من ظاهرة الاحتباس الحراري وظاهرة النينا المناخية.
علقت جميع خدمات النقل الرئيسية في بورتو أليغري، بما في ذلك مطار سالجادو فيلهو الدولي، المترو وخدمات الحافلات المحلية أنشطتها لفترة غير محددة.
في 1 مايو، أعلن الاتحاد البرازيلي لكرة القدم عن تأجيل جميع المباريات في جميع أنحاء المنطقة طوال ذلك الأسبوع، بما في ذلك مباريات الدوري البرازيلي، وكأس البرازيل، وبرازيليراو فيمينينو، والدوري C، والدوري D. بعد طلب رسمي مقدم من الأندية الإقليمية إنترناسيونال، جريميو ويوفنتود، حيث صارت ملاعبها ومرافق التدريب جميعها غير متاحة مؤقتًا بسبب الفيضانات، قام الاتحاد البرازيلي بتأجيل المباريات لـ عشرين يومًا أخرى في 7 مايو.

### ردود الفعل والجهود الإنسانية
في أعقاب الفيضانات مباشرة، قال حاكم ولاية ريو غراندي دو سول، إدواردو ليتي، إن الفيضانات كانت "حالة طوارئ غير مسبوقة على الإطلاق"، و"أسوأ كارثة مناخية" شهدتها الولاية على الإطلاق، أكثر من فيضانات العام السابق. في 1 مايو، أعلنت الحكومة المحلية رسميًا حالة الطوارئ لمدة 180 يومًا. في 5 في مايو، أُعلن أن الحكومة وافقت على حزمة بقيمة 21.84 مليون دولار تهدف إلى استعادة البنية التحتية للولاية التي تضررت بسبب الفيضانات.

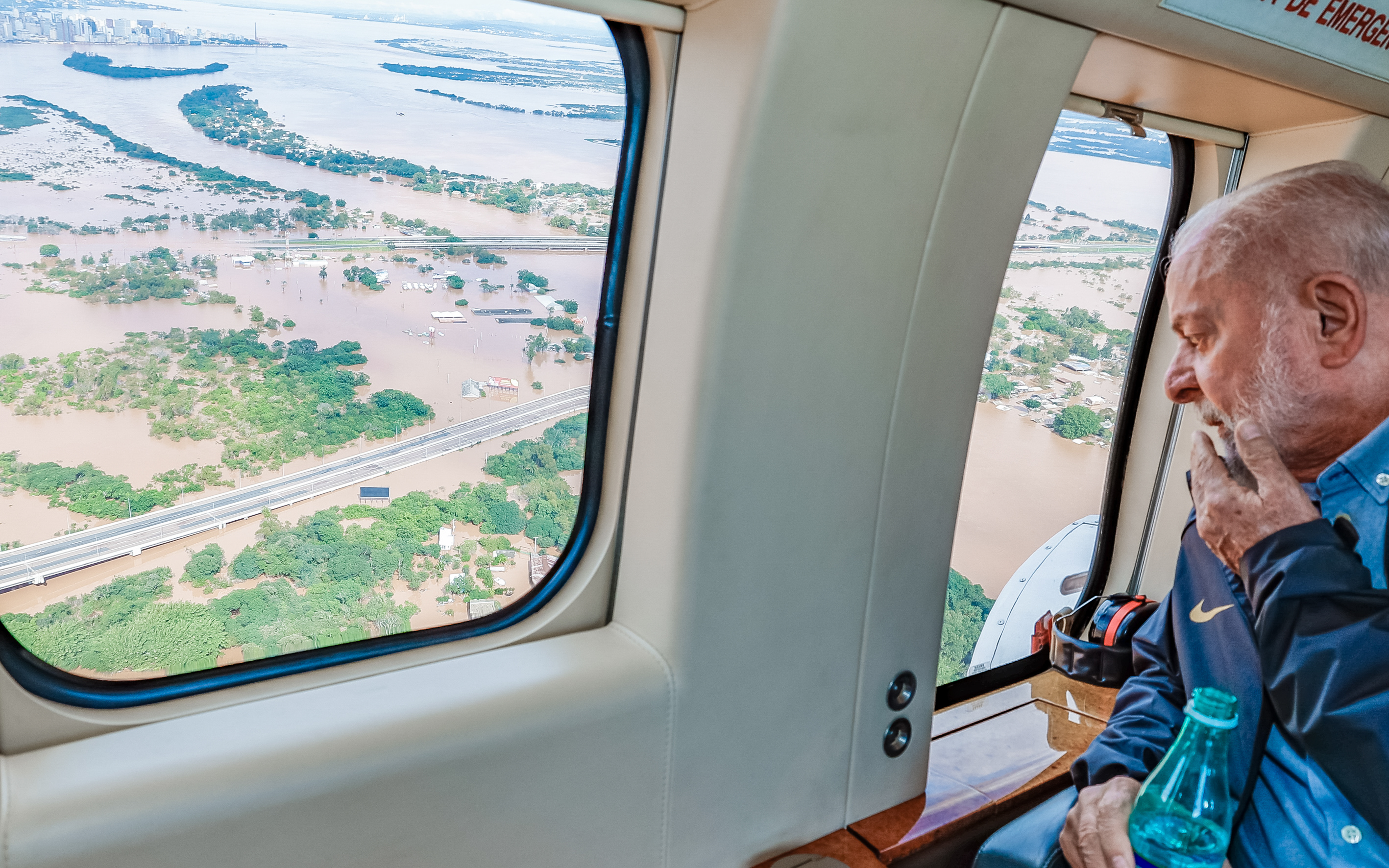
الرئيس دا سيلفا يحلق فوق المناطق التي غمرتها الفيضانات في جزيرة كانواس

قام الرئيس لويس إيناسيو لولا دا سيلفا بزيارة ريو غراندي دو سول في 2 مايو، وألقى خطابًا عامًا في سانتا ماريا. أرسلت الحكومة الفيدرالية طائرات وقوارب وأكثر من 600 جندي للمساعدة في تطهير الطرق وتوزيع الطعام والمياه والفرشات وإنشاء الملاجئ، بينما ساعد المتطوعون المحليون أيضًا في جهود البحث. وبحسب ما ورد فقد شارك أكثر من 1100 جندي من الجيش والبحرية والقوات الجوية، بالإضافة إلى أكثر من 2000 جندي من ضباط BMRS ورجال الإطفاء، في عمليات الإنقاذ في جميع أنحاء الولاية. كما أُرسل أعضاء من القوة الوطنية والدفاع المدني من حكومات ولايات باهيا وإسبيريتو سانتو وغوياس وماتو غروسو وميناس جيرايس وبارانا وريو دي جانيرو وسانتا كاتارينا وساو باولو. كما قام الجيش الوطني بتركيب مستشفى ميداني بسعة 40 سريرا في بلدية لاجيدو.
عرضت كل من فلامنغو، بالميراس، ساو باولو وأتلتيكو مينيرو ملاعبها ومرافقها على أندية كرة القدم المتضررة؛ قدم الفريق الأخير أيضًا مبلغ 18.552 ألف دولار تبرعًا للصندوق الخيري الإقليمي من خلال مؤسسة Instituto Galo، وشاركت فرق أخرى في حملات جمع التبرعات على وسائل التواصل الاجتماعي، بينما تبرع الاتحاد البرازيلي بقيمة 185.528 ألف دولار للضحايا وفتح حملة موازية. وابتداءً من 6 مايو، استضاف الدفاع المدني حملة خيرية للتبرع بالأغذية في ساو خوسيه دو ريو بريتو.

### تعبئة الموارد البحرية
في 6 مايو، أعلنت البحرية البرازيلية إرسال أكبر سفينة حربية في أمريكا الجنوبية، حاملة طائرات الهليكوبتر Atlântico، والتي غادرت ريو دي جانيرو متجه إلى ساحل ريو غراندي دو سول. من المتوقع أن تحمل على متنها 200 ضابط من مشاة البحرية و40 مركبة وثمانية سفن متوسطة وصغيرة للمساعدة في إنقاذ الضحايا الذين تقطعت بهم السبل ونقل الإمدادات عبر الطرق التي غمرتها الفيضانات.
قامت البحرية أيضًا بتجهيز سفينة الدعم المحيطية ميريم وسفينة دورية المحيطات أمازوناس، وتحمل الأخيرة ثلاث سفن صغيرة. أبحرت السفينتان إلى ريو غراندي دو سول في 7 مايو. وفي اليوم التالي، جرى أيضًا إرسال الفرقاطة ديفينسورا لنقل التبرعات والإمدادات.

### المساعدات الدولية للمساعدة الإنسانية
عرضت الأرجنتين وفنزويلا وأوروغواي المساعدة الإنسانية للسلطات البرازيلية.
في 5 مايو، أرسلت حكومة أوروغواي طائرة هليكوبتر من طراز Delfin Bell 212 تابعة للقوات الجوية (FAU) وطاقمها إلى البرازيل، وعرضت أيضًا طائرتين بدون طيار وزورقين إنقاذ للمساعدة في عمليات الإنقاذ. وعرضت أيضًا طائرة Lockheed Martin KC-130 من FAU مزودة بمعدات ومساعدات إنسانية ولكن السلطات البرازيلية رفضتها.
في 6 مايو، أعلنت الحكومة الأرجنتينية، بقيادة الرئيس خافيير مايلي، أنها سترسل 20 ضابطًا من الشرطة الفيدرالية، وغواصين من البحرية الأرجنتينية، بالإضافة إلى ثلاث طائرات هليكوبتر وطائرة شحن من طراز C-130 من القوات الجوية الأرجنتينية للمساعدة في عمليات الإنقاذ.